# Vlajka Kanárských ostrovů

Vlajka Kanárských ostrovů
Poměr stran: 2:3

Národní vlajka Kanárských ostrovů
Poměr stran: 2:3

Vlajka Kanárských ostrovů, španělského ostrovního autonomního společenství, se stala oficiální vlajkou území 16. srpna 1983. Má poměr stran 2:3 a tvoří ji tři svislé pruhy v barvách bílé, světle modré a okrově žluté. Uprostřed prostředního pruhu je situován znak Kanárských ostrovů, na národní vlajce tento znak chybí.
Současná podoba vlajky čerpá z návrhu Carmen Sarmiento a jejích dvou synů z 8. září 1961. Barvy vlajky jsou přejaty z barev provincie Santa Cruz de Tenerife a Las Palmas.

## Vlajky nižších administrativních celků

### Vlajky provincií
Kanárské ostrovy se administrativně člení na dvě provincie: Las Palmas a Santa Cruz de Tenerife. Obě mají své vlajky, jejich užití je však sporné.

Vlajka provincie Las Palmas Poměr stran: 2:3
Vlajka provincie Santa Cruz de Tenerife Poměr stran: 2:3

### Vlajky ostrovů
Kanárské ostrovy jsou souostroví sedmi hlavních ostrovů (každý z nich má svou vlastní vlajku) a několika menších ostrůvků sopečného původu.

Vlajka ostrova El Hierro Poměr stran: 2:3
Vlajka ostrova La Palma Poměr stran: 2:3
Vlajka ostrova La Gomera Poměr stran: 2:3
Vlajka ostrova Tenerife Poměr stran: 2:3
Vlajka ostrova Gran Canaria Poměr stran: 2:3
Vlajka ostrova Fuerteventura Poměr stran: 2:3
Vlajka ostrova Lanzarote Poměr stran: 2:3